# Weir (Teksas)
Weir je grad u američkoj saveznoj državi Teksas. Prema popisu stanovništva iz 2010. u njemu je živjelo 450 stanovnika.